# قشلاق فرج اله قدیر
قشلاق فرج اله قدیر یک روستا در ایران است که در دهستان قشلاق غربی واقع شده‌است. قشلاق فرج اله قدیر ۶۰ نفر جمعیت دارد.